# کانزاسویل (ویسکانسین)
کانزاسویل (به انگلیسی: Kansasville) یک منطقهٔ مسکونی در ایالات متحده آمریکا است که در شهرستان رسین، ویسکانسین واقع شده‌است.